# Battaglia di Bakhamra
La battaglia di Bākhamrā ebbe luogo dal settembre 762 al febbraio 763 e vide contrapposte le forze califfali abbasidi del nipote di al-Mansūr, ʿĪsā, a Ibrāhīm b. ʿAbd Allāh b. al-Hasan b. al-Hasan, fratello di Muhammad b. ʿAbd Allāh b. al-Hasan b. al-Hasan, detto al-Nafs al-Zakiyya (L'Anima Pura), il principale rappresentante alide.
Dopo aver sconfitto l'Anima Pura nella terza Harra (la terza battaglia svolta a Medina dopo la prima dell'epoca del Profeta e la seconda, combattuta tra le forze omayyadi del califfo Yazīd I e quelle dei suoi oppositori il 26-27 agosto 683), il califfo abbaside assoldò forze della Jazīra e della Siria che inflissero una durissima sconfitta a Ibrāhīm, che non solo non aveva coinvolto i Kufani, reputando sufficienti i 100 000 uomini di Bassora, di Wāsit, di Ahwāz e del Fārs, ma che non si era saputo fasare per le sue azioni belliche col fratello, consentendo così ad al-Mansūr di affrontare in fasi successive i due fratelli e di avere di entrambi ragione.
Nella battaglia trovò la morte lo stesso Ibrāhīm.